# Warabi

Warabi (蕨市 Warabi-shi?) este un municipiu din Japonia, prefectura Saitama.